# Alchemilla villarii
Alchemilla villarii är en rosväxtart som beskrevs av S.E. Fröhner. Alchemilla villarii ingår i släktet daggkåpor, och familjen rosväxter. Inga underarter finns listade i Catalogue of Life.